# Oldřišská
Oldřišská, do roku 1952 Oldřichov (německy Ullersgrün) je osada, součást Božetína, místní části obce Nový Kostel v okrese Cheb v Karlovarském kraji.

## Geografická poloha
Oldřišská se nachází jeden kilometr severně od Nového Kostela v údolí Opatovského potoka.

## Historie obce
Oldřišská, podobně jako mnoho dalších vsí v Lubsku (Schönbašsku), které v roce 1348 získal Rüdiger ze Sparnecku, byla založena cisterciáky z valdsaského kláštera.  
Oldřišská (Ullersgrün) je od roku 1850 součástí Božetína (něm. Fasattengrün). Český název Oldřichov byl zaveden v roce 1924 a v roce 1952  změněn na Oldřišská.
Spolu s Božetínem byla obec v roce 1960 začleněna do Nového Kostela a nejméně od roku 1980 nemá žádné trvalé obyvatele. 

### Vývoj počtu obyvatel
| rok  | Populace |
| ---- | -------- |
| 1869 | 214      |
| 1880 | 194      |
| 1890 | 210      |
| 1900 | 193      |

| rok  | populace |
| ---- | -------- |
| 1910 | 166      |
| 1921 | 172      |
| 1930 | 174      |
| 1950 | 50       |

| rok  | populace |
| ---- | -------- |
| 1961 | 44       |
| 1970 | 14       |
| 1980 | 0        |